# Динан (сеньория)
Сеньория Динан (фр. Seigneurie de Dinan) — феодальное владение в Бретани со столицей в городе Динан, первоначально бывшее виконтством, в 1123 году разделенное на две части: Северный Динан и Южный Динан с Бекерелем, а в 1246 году объединившееся под властью Дома д'Авогур, а затем проданное герцогам Бретани в 1264 году.

## История
Первым известным из исторических источников представителем дома де Динан был Хамон I, носивший титул виконта. Его женой была Роантелина, дочь Риваллона I, сеньора де Доль. Этот брак дал Хамону возможность объединить сеньорию Доль с его виконтством.
Хамон имел как минимум четыре или пять сыновей. Первый из них, Хамон II, упоминается в записях аббатства Редон в 1029/1037 году. Он стал виконтом Але, которое также входило в состав владений его отца. Эта ветвь угасла со смертью его внука Эрве. Другой сын Хамона I, Жюнгоний, стал вначале аббатом Доля, а в 1030 году — епископом в этой епархии. В разделе владений принимали участие два других сына Хамона — Гозлен I и Риваллон II. Гозлену досталась часть виконтства отца, ставшая называться сеньорией Динан, а Риваллон унаследовал владения матери, вероятно уже скончавшейся, включая сеньорию Доль.

Герб сеньоров Динана

Родственная связь между Гозленом I и следующим виконтом, Оливье I, не установлена. Его существование подтверждено в современных исследованиях, в исторических источниках о нем не сохранилось никаких упоминаний. С большой вероятностью, он происходил из дома де Динан.
Также предполагается, что сыновьями Оливье и его жены Ганны де Шато-Ганн были Жоффруа I, ставший сеньором Динана, и  Риваллон Рыжий, сеньор де Ланвалей. Жоффруа I скончался в 1123 году или вскоре после этого. Между двумя сыновьями Жоффруа возник вопрос наследования. Владения дома де Динан были вновь разделены.
Старшему сыну, Оливье II, досталась большая часть сеньории, в которую входил весь Северный Динан вместе с Бекерелем, тогда как младший сыну, Ален, получил Южный Динан. Потомки каждого правили в своих частях вплоть до объединения Динана под властью Первого дома д'Авогур.
У Оливье II от его жены Гоннор де Пентьевр, дочери графа де Пентьевр Этьена I, было несколько сыновей. Один из них, Ален, стал сеньором Динана после смерти отца в 1150 году. С 1155 года титул сеньора Северного Динана также носил брат Алена, Жоффруа II. В 1157 году Ален умер бездетным. У другого сына Оливье II, Оливье, известен сын Жоффруа III, который упоминается один раз в записях аббатства Эртлан, принадлежавшего королю Англии Ричарду I Львиное Сердце. Также у Оливье II был сынаРолан, отец Ролана I, сеньора де Монтафиллана.
Жоффруа II оставил двух сыновей. Старший из них, Оливье III, унаследовал сеньорию отца после его смерти в 1179 году, а младший, Ролан, стал сеньором де Планкоэт. Оливье III скончался в 1209 году, передав сеньорию своей единственной дочери Хависе, вышедшей замуж за Алена де Бофора, происхождение которого не установлено. Их единственная дочь Клеменция вышла замуж за Алена II д’Авогур, и тот присоединил сеньорию к своим владениям.
У Алена I был один сын, Ролан I, который и стал сеньором в 1157 году. Однако Ролан имел лишь дочь Эмму, и, когда он скончался в 1186 году, сеньория досталась Эмме и её мужу сеньору де Витре Роберту III, владевший сеньорией по праву жены. Их единственный сын Ален также стал сеньором после 1173 года.
Гервеза, дочь Алена, унаследовала от него сеньорию в 1197 году. Гервеза выходила замуж три раза, но потомство она оставила только от своего первого мужа Жюля III, который скончался в 1220 году. Вскоре Гервеза вышла за виконта де Роган Жоффруа I, однако он скончался уже через два года. Третьим мужем Гервезы был Ричард Маршал, 3-й граф Пембрук, умерший в 1334 году.
В 1238 году умерла сама Гервеза, а в 1256 году — её дочь Изабелла, после чего Маргарита, вторая дочь Гервезы стала дамой де Динан. Благодаря смерти Изабеллы, мужу Маргариты Анри II и её сыну Алену II досталась южная часть сеньории Динан. До 1264 года скончалась и сама Маргарита, передав сыну часть сеньории Майенн и Бекерель в Динане.

Герб дома д'Авогур

 В 1238 году скончалась бабка Алена II, Гервеза де Динан, мать его матери Маргариты де Майенн, а затем, в 1256 году, дочь Гервезы Изабелла, после чего Алену досталась южная часть сеньории Динан. До 1264 года скончалась и сама Маргарита, передав сыну часть сеньории Майенн и Бекерель. По жене отец Алена Анри II носил титул сеньора Северного Динана. Часть сеньории Динан в 1246 году досталась Алену от его жены Клеменции де Бофор, чья мать Хависа была наследницей северной части сеньории. Получение наследства от его матери и приданого его жены привело к объединению двух частей Динана, разделенных в 1123 году.
В 1264 году Ален продал все свои земли в Бретани, в том числе Северный Динан и Бекерель в Динане, герцогу Бретани Жану I за ничтожную сумму в 16000 ливров. Вскоре Ален II скончался. Затем его отец Анри II занялся от имени своего внука, Анри III, действиями по аннулированию сделки с герцогом до суда короля в Париже. Этот процесс продолжался частично и после его смерти, когда Анри III урегулировал отношения с герцогом  Бретани и возвратил часть потерянных земель его отца, включая Кергорле и Буа-де-ла-Мотт. Однако большая часть сеньории Динан осталась в руках герцогов Бретани. Титул сеньора де Динан перестал существовать.

## Список виконтов и сеньоровДинана

### Виконты Динана
Дом де Динан
- ?—ок. 1030: Хамон I, виконт де Динан

### Виконты Але
- ?—?: Хамон II, виконт д'Але и де Пудувр
- ?—?: Хамон III (ум. ок. 1084), виконт д'Але и де Пудувр
- ок. 1084—после 1119: Эрве (ум. ок. 1084), шевалье д'Але и де Пудувр

### Сеньоры Динана
Дом де Динан
- ок. 1030—ок. 1050: Гозлен I, сеньор де Динан, сын Хамона I и Роантелины, дочери Риваллона I, сеньора де Доль
- ок. 1050—?: Оливье I, сеньор де Динан[1]
- ?—ок. 1123: Жоффруа I (ум. 1123 или позднее), сеньор де Динан, сын предыдущего и Ганны де Шато-Ганн

Представители династии с неустановленным происхождением
- ?—до 1242: Ролан II (ум. до 1242), предположительно сеньор де Динан
- до 1242—после 1242: Жан (ум. после 1242), сын предыдущего, предположительно сеньор де Динан
- ?—после 1303: Ролан III (ум. после 1 мая 1303), предположительно сеньор де Динан

### Сеньоры Северного Динана и Бекереля
Дом де Динан
- ок. 1123—1150: Оливье II (ум. 1150), сеньор Северного Динана и Бекереля, сын Жоффруа I
- 1150—1157: Ален (ум. 1157), сеньор Северного Динана и Бекереля, сын предыдущего
- 1155—1179: Жоффруа II (ум. 1179), сеньор Северного Динана и Бекереля, брат предыдущего
- 1179—1209: Оливье III (ум. 1209), сеньор Северного Динана и Бекереля, сын предыдущего
- 1209—?: Хависа, дама Северного Динана и Бекереля, дочь предыдущего

Дом де Бофор
- ?—1246: Ален де Бофор (ум. 1150), сеньор Северного Динана и Бекереля,
- 1246—?: Клеменция де Бофор, сеньор Северного Динана и Бекереля, дочь предыдущего и Хависы де Динан, дамы Северного Динана, жена Алена II д’Авогур

Дом д'Авогур
- 1256—1281: Анри II (ум. 6 октября 1281), граф де Пентьевр, граф Генгана, сеньор де Гоэлё и граф Трегье с 1213
- 1256—1264: Ален II д’Авогур (ум. ок. 1267), сеньор де Майенн, сеньор Северного Динана, сеньор Южного Динана с 1256, муж Клеменции де Бофор, дамы Севреного Динана

### Сеньоры Южного Динана и Бекереля
Дом де Динан
- ок. 1123—1157: Ален (ум. 1157, похоронен в Сен-Жакутусе), сеньор Южного Динана, сын Жоффруа I
- 1157—1186/1187: Ролан I (ум. 1186/1187), сеньор Южного Динана, сын предыдущего
- 1186—после 1173: Эмма, сестра предыдущего

Дом де Витре
- 1155/1173—1173: Роберт III (ум. 11 ноября 1173), сеньор де Витре, сеньор Южного Динана (по праву жены), муж предыдущей
- 1186—1197: Ален (ум. 1197), сеньор Южного Динана, сын предыдущих
- 1197—1238: Гервеза (ум. 1238), дама Южного Динана, дочь передыдущего и Клеменсы де Фужер, дочери Гильома, сеньора де Фужер

1-й муж: 1197—1220: Жюль III, сеньор де Майенн, сеньор де Динан (по праву жены)
2-й муж: 1220—1222: Жоффруа I, виконт де Роган, сеньор де Динан (по праву жены)
3-й муж: 1222—1234: Ричард Маршал, 3-й граф Пембрук, сеньор де Динан (по праву жены)
Дом де Майенн
- 1238—1256: Изабелла (ум. 1256), дама Южного Динана, дочь предыдущей и Жюля III, сеньора де Майенн, жена Дрё V де Мелло

Дом д'Авогур
- 1246—1264: Ален II д’Авогур (ум. ок. 1267), сеньор де Майенн, сеньор Северного Динана с 1256, сеньор Южного Динана, муж Клеменции де Бофор, дамы Севреного Динана